# Oberpostdirektion Braunschweig

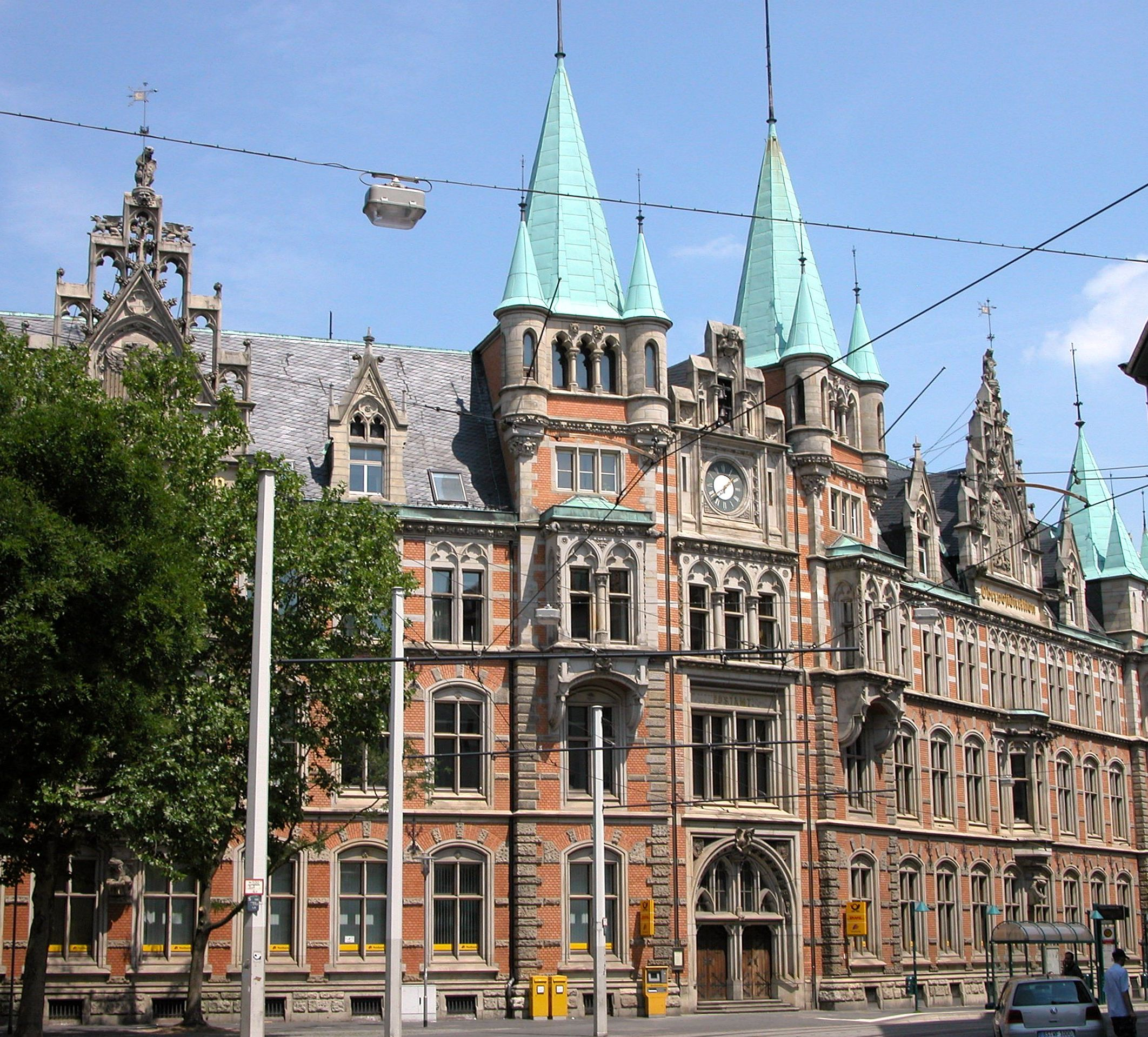
Gebäude der früheren Oberpostdirektion Braunschweig

Die Oberpostdirektion Braunschweig war eine in Braunschweig eingerichtete Oberpostdirektion. Sie bestand bereits zuvor als Herzoglich Braunschweigische Eisenbahn- und Postdirektion. Mit dem Eintritt des Herzogtums Braunschweig in den Norddeutschen Postbezirk wurde sie am 1. Januar 1868 zur Oberpostdirektion Braunschweig. 1977 ging die Oberpostdirektion in der OPD Hannover/Braunschweig auf.

## Geschichte

Siegel der Oberpostdirektion Braunschweig

Gründungsanlass war Artikel 48 die neue Reichsverfassung: Das Postwesen und das Telegraphenwesen werden für das gesamte Gebiet des Norddeutschen Bundes als einheitliche Staats-Verkehrsanstalt eingerichtet und verwaltet. Das preußische Verwaltungssystem wurde übernommen. Die neue „Bundes-Ober-Postdirektion“ unterstand nun dem Königl. Preußische General-Post-Amt in Berlin als Mittelbehörde. Die Leitung wurde dem braunschweigischen Finanzrat Rudolf Schottelius übertragen.

### Leiter
- 1. Januar 1868 – 31. März 1881: Rudolf Schottelius, Oberpostdirektor
- 1. Mai 1881 – 31. Dezember 1886: Robert Clavel, Kaiserlicher Oberpostdirektor
- 1. Januar 1887 – 30. Januar 1900: Gustav Graefe, Kaiserlicher Oberpostdirektor
- 1. April 1900 – 1. Oktober 1908: Heinrich Tasche, Kaiserlicher Oberpostdirektor
- 1. Oktober 1908 – 28. Oktober 1921: Johann Berr, Geheimer Oberpostrat
- 1. März 1922 – 31. Januar 1925: Oskar Grosse, Geheimer Oberpostrat
- 1. April 1925 – 24. Februar 1928: Gustav Groß, Geheimer Oberpostrat
- 2. April 1928 – 1. November 1933: Otto Eggers, Präsident
- 1. April 1934 – Ende 1935: Heinrich Voelker, Präsident
- 1. Mai 1936 – 31. Mai 1939: Johannes Schmidt, Präsident
- 1. Juni 1939 – 10. Mai 1945: Rudolf Drews, Präsident
- 10. Mai 1945 – 30. September: Ferdinand Zaubitzer, Präsident
- 1. Oktober 1946 – 12. Februar 1953: Wilhelm Mönkemeyer, Präsident
- 1. März 1953 – 25. März 1960: Gerhard Randt, Präsident
- 15. Juni 1960 – 31. Januar 1963: Richard Kießler, Präsident
- 6. Mai 1963–1977: Karl Wenzlau, Präsident

## Gebäude

Gebäude der Oberpostdirektion, um 1880

Untergebracht war die neue Behörde in dem Hauptgebäude an der Ecke Poststraße / Dasekenstraße (heute Kaufhaus, Poststraße / Gördelingerstraße). Das Gebäude diente schon seit 1693 der kaiserlich Thurn- und Taxis’schen Post und beherbergte ab 1748 das Herzogliche Hof-Postamt. Später nahm es dann auch noch die Postdirektion auf. Es genügte den Bedürfnissen nicht, als 1876 eine neue Straße vom Bahnhof zur Münzstraße gebaut wurde, die spätere Friedrich-Wilhelm-Straße.
Hier entstand 1878–1881 nach einem Grundriss von August Kind (in der Bauabteilung im Reichspostamt in Berlin) und weiterer Planung durch Julius Carl Raschdorff und Landesbaumeister Heinrich Fricke ein dreigeschossiges Postdienstgebäude, das auch das bisher getrennt von dem Postamt untergebrachte Telegraphenamts aufnahm. Außerdem gab es in dem Neubau Diensträume für die Oberpostdirektion und Dienstwohnungen für die Vorsteher der Dienststellen sowie für den Hauswart und einen Unterbeamten. Der damalige Generalpostmeister Heinrich Stephan, der sich für das Postbauwesen in der neuen Reichspost sehr interessierte, kam auch einmal nach Braunschweig, um sich über die Fortschritte beim Bau des Gebäudes zu unterrichten. Vom Bahnhof kommend, stellte er auf der Friedrich-Wilhelm-Straße zu seiner Überraschung fest, dass der in der Mitte des Gebäudes liegende und beherrschende Haupteingang nicht mit der Mittellinie der Friedrich-Wilhelm-Straße übereinstimmte. (Er war infolge einer nachträglichen Änderung der Straßenführung zu weit nach rechts gerückt.) Stephan war darüber so betroffen und verärgert, dass er sogleich umkehrte und auch an der Feier zur Einweihung (1881) des Gebäudes nicht teilnahm.
1891 wurde ein Nachbargrundstück gekauft und darauf ein Erweiterungsbau errichtet für das Telegraphenamt und für die Packkammer, in der Postpakete für den Versand sortiert und bearbeitet wurden.
Im Jahr 1902 musste auch der hofwärts gelegene Seitenflügel um ein drittes Geschoss aufgestockt werden. Schon zwei Jahre darauf wurde das am Kattreppeln und am Johannishof gelegene Gebäude der Reichsbank angekauft. Trotz dieser Maßnahmen „platzte das OPD-Gebäude im Laufe der nächsten Jahre aus den Nähten“. Der Erste Weltkrieg, die Inflation, später die Weltwirtschaftskrise und der Zweite Weltkrieg vereitelten einen dringend gebotenen Neubau. Inzwischen mussten in privaten Gebäuden Räume zur Unterbringung einzelner Dienststellen der Oberpostdirektion angemietet werden. Der gegen Ende des Kriegs zunehmende Luftkrieg verschärfte die Lage. Im April 1944 wurde die Besoldungskasse am Bankplatz ausgebombt. Nach der Zerstörung Braunschweigs im Oktober des gleichen Jahres wurde sie zusammen mit dem Post-Spar- und Darlehnsverein nach Schöppenstedt verlegt. Die Postbetriebskrankenkasse zog nach Groß Schwülper und die Reichspost-Krankenfürsorge nach Ohrum. Erst Ende Mai 1945 kehrten diese Dienststellen nach Braunschweig zurück. Glücklicherweise überstand das Gebäude der Oberpostdirektion den Krieg ohne nennenswerte Schäden. Nach der Währungsreform stieg der Verkehrsumfang in nie gekanntem Ausmaß. Die Oberpostdirektion war gezwungen, weitere Dienststellen erneut in angemieteten Räumen unterzubringen, die über das ganze Stadtgebiet verstreut waren.
Am 16. April 1959 wurde der Grundstein für eines der modernsten Postämter in der Bundesrepublik am Bahnhof in Braunschweig gelegt. Mit fortschreitender Fertigstellung der einzelnen Bauabschnitte konnten 1960 bereits die ersten Dienststellen in dem neuen Gebäude am Berliner Platz untergebracht werden. Damit war die Möglichkeit gegeben, Dienststellen der Oberpostdirektion wieder in einem Gebäude unterzubringen oder sie in unmittelbarer Nähe zusammenzuziehen. 1968 waren noch 13 Dienststellen in sechs verschiedenen privaten Gebäuden in der Nähe der Oberpostdirektion untergebracht. Der etwa siebzig Jahre währende „Raumkrieg“ war beendet.
Das verbleibende Postamt an der Friedrich-Wilhelm-Straße wurde postintern zum Postamt Braunschweig 31, während das Postamt am Bahnhof zum Postamt Braunschweig 1 wurde. Gleichzeitig erhielten sämtliche Poststellen und Postämter zum 14. November 1966 neue postamtliche Bezeichnungen.
Das 1990 fertiggestellte Verwaltungshochhaus („Post-Toblerone“) im Postzentrum am neuen Bahnhof sollte die Wiedervereinigung aller Dienststellen der Oberpostdirektion in einem neuen, den derzeitigen Bedürfnissen angepassten Gebäude bringen, stattdessen übernahm die Oberpostdirektion Hannover die Oberpostdirektion Braunschweig bis auf die Abteilung IV (Haushalt, Einkauf). Nun unterstand der Oberpostdirektionsbezirk Braunschweig der Oberpostdirektion Hannover/Braunschweig unter der Leitung von Horst Zech.

## Bezirk der Oberpostdirektion

Bezirk
der OPD Braunschweig 1874

Postorganisation
von 1868 bis 1943

Etwas Statistik

Postorganisation
nach 1945

Einschreibzettel der Stadt des Kdf-Wagen

Das frühere braunschweigische Postgebiet – es bestand aus dem Herzogtum Braunschweig mit seinen Exklaven Calvörde, Bodenburg, Ölsburg und Thedinghausen (an der unteren Weser bei Bremen) – war zur „Bundes-Ober-Postdirection Braunschweig“ geworden. Den Postdienst nahmen 50 Postanstalten wahr, die nach Postämtern, Postexpeditionen I. Klasse und Postexpeditione II. Klasse unterschieden wurden.
Vom 1. Juli 1871 ab veranlasste das General-Postamt in Berlin, dass die Post-Verwaltungsgeschäfte für das Amt Polle, die Stadt Bodenwerder, für die Kreise Osterode, Göttingen, Einbeck und Zellerfeld, sowie für die Ämter Liebenburg und Wöltingerode und die Stadt Goslar, von der verwaltungsmäßig zu großen Ober-Postdirektion in Hannover an die Ober-Postdirektion in Braunschweig übergingen.
Zwei Jahre später, 1873, wurde der braunschweigische Amtsbezirk Thedinghausen der OPD Hannover zugeteilt. Ebenso die Exklaven Bodenburg und Ölsburg sowie aus dem Kreise Holzminden die Orte Brunkensen, Coppengram, Grünenplan, Hohenbüchen und Lütgenholzen. Zur gleichen Zeit wurde der im Kreise Helmstedt gelegene Ort Grasleben an die Oberpostdirektion Magdeburg abgegeben.
1875 gab es im OPD-Bezirk Braunschweig 130 Postanstalten, davon 79 mit Telegraphenberieb, 77 Amtliche Verkaufsstellen für Postwertzeichen, 569 Kilometer Bahnstrecken und 1579 Kilometer Kunststraßen, beschäftigt waren im Bezirk 895 Kräfte.
Bei der Verschmelzung von Post und Telegraphie am 1. Januar 1876 kamen auf die Oberpostdirektion weitere umfangreiche Aufgaben hinzu.
Am 1. Juli 1911 wurde das Postamt Calvörde (Exklave des Herzogtums Braunschweig) dem Bezirk der Oberpostdirektion Magdeburg zugeteilt.
Nach dem Ersten Weltkrieg 1919, änderte sich die Bezeichnung in “Oberpostdirektion”, im Dritten Reich war man “Reichspostdirektion” und nach dem Kriege wieder “Oberpostdirektion”.
1928 sind im Süden und Westen des Bezirks einige Amtsstellen an andere Oberpostdirektionen abgegeben worden. Zu dieser Zeit bestanden im OPD-Bezirk Braunschweig 845 Ämter und Amtsstellen bei einer Bevölkerungsdichte von 119 Menschen je km². Im Durchschnitt schrieb damals jeder Einwohner 82 Briefe.
Im November 1937 beschloss die Reichsregierung ein neues Industriegebiet zu schaffen. Bereits 1939 war die bisher vom Postamt Vorsfelde versorgten Poststellen Heßlingen und Rothenfelde aufgelöst und zum selbständiges Postamt „Stadt des KdF-Wagens“ zusammengefasst worden.
Für die Reichswerke wurde das „Stadtgebiet Salzgitter“ geschaffen. Hierzu mussten zunächst Gebietsbereinigungen durchgeführt werden. Stadt- und Landkreis Goslar und weitere 11 Gemeinden aus dem Landkreis Marienburg kamen an das Land Braunschweig. Im Austausch sind dafür braunschweigische Gebietsteile in den Regierungsbezirk Hildesheim überführt worden.
Nach diesen umfangreichen Vorbereitungen entstand am 1. April 1942 die Stadt „Watenstedt-Salzgitter“, die sich aus 24 Gemeinden, Teilen von 16 Gemeinden und aus 5 Forstgemarkungen der braunschweigischen Kreise Wolfenbüttel und Goslar zusammensetzte. Die Stadtverwaltung hatte ihren Sitz in dem Ortsteil Lebenstedt (Braunschw.). Um das Ausmaß der damaligen Umgestaltung zu kennzeichnen, seien hier nach dem Stande vom 1. Juli 1942 die zur Stadt „Salzgitter“ vereinigten Orte, Wohn- und Aufbaulager aufgezählt: „Adersheim, Alt-Wallmoden, Altenhagen, Barum, Beddingen, Beinum, Bleckenstedt, Broistedt, Bruchmachtersen, Burgdorf, Calbecht, Hauptverwaltung der Reichswerke ,Hermann Göring', Drütte, Engelnstedt, Engerode, Flachstöckheim, Fümmelse, Gebhardshagen, Gielde, Groß Mahner, Gustedt, Lager 14, Hallendorf, Sonderlager 21, Lager 8 und 10, NSKK-Lager und Verkehrswesen, Lager 25 und 25a, Waldhaus Krüger, Haverlah, Haverlahwiese, Heerte, Hohenrode, Immendorf, Krähenriede, Lebenstedt, Leinde, Lesse, Lichtenberg, Liebenburg, Lobmachtersen, Nienrode (Gut), Ohlendorf, Osterlinde, Reppner, Ringelheim, Salder, Salzgitter, Steinlah, Thiede, Üfingen, Watenstedt, Lager 11, 27 und 36; Lager 23, A, B, C und Wohnheim 3; Wohnlager 1, 2, 3, 12 und 20; Ohe und Wortlah.“
Der zum Landkreis Wernigerode gehörende Ort Hornburg wurde am 1. August 1941 gegen die braunschweigischen Orte Hessen mit Hessendamm und Pabstorf ausgetauscht. Postalisch fand der Austausch dieser Orte jedoch erst am 1. April 1944 zwischen den Reichspostdirektionen Braunschweig und Magdeburg statt.
Nach Ende des Zweiten Weltkriegs, Anfang Juli 1945, ist der südöstliche Teil des Bezirks mit den Postämtern Blankenburg (Harz), Elbingerode, Hasselfelde, Ilfeld und Sülzhayn, den Zweigpostämtern Rübeland, Stiege, Tanne und Niedersachswerfen sowie mit 18 Poststellen I, 26 Poststellen II und 9 Posthilfsstellen abgeschnitten worden. Dafür kamen am 5. Juli die Zweigpostämter Hohegeiß und Zorge und am 1. August das Postamt Bad Sachsa mit der Poststelle I Tettenborn (bisher zu Erfurt gehörend) zum Braunschweiger Bezirk.
Als die Militärregierung am 6. April 1946 bestimmte, dass die Grenzen der Reichspostdirektion Braunschweig mit den Interzonengrenzen übereinzustimmen hätten, mussten einige Orte vom Reichspostdirektion-Bezirk Frankfurt übernommen und eine etwa gleich große Anzahl Orte dahin abgegeben werden.

## Bahnpostlinien

Bahnpoststempel
im Wandel der Zeiten

Folgende Postanstalten waren zeitweise mit der Wahrnehmung des Postbetriebes auf folgenden Bahnstrecken befasst:
- Postamt 1 in Blankenburg a. H. für die Bahnstrecke: Blankenburg—Halberstadt,
- Postamt 1 in Braunschweig für die Bahnstrecken: Braunschweig—Oschersleben, sowie Braunschweig—Harzburg, Goslar—Vienenburg,
- Postamt 1 in Clausthal für die Bahnstrecke: Clausthal—Grauhof,
- Postamt II in Seesen für die Bahnstrecken: Herzberg a. H.—Seesen, sowie Langelsheim—Seesen,
- Postamt 1 in Einbeck für die Bahnstrecke: Einbeck—Salzderhelden.

Diese List kann sicher verlängert werden.

## Sendeanlagen für Radio und Fernsehen
Im Geltungsbereich der OPD Braunschweig begann die Geschichte der Sendeanlagen für Radio und Fernsehen erst nach dem Zweiten Weltkrieg.
Die britische Besatzungsmacht beschloss schon im Spätsommer 1945, den Nordwestdeutschen Rundfunk (NWDR) zu einem eigenständigen Vollprogramm auszubauen. Zu dieser Zeit sendete man in Europa vorwiegend auf Mittelwelle mit ihren sehr großen Reichweiten.
Die Sendefrequenzen waren auf der Kopenhagener Wellenkonferenz von 1948 neu verhandelt worden. Deutschland als besetzte Nation war nicht vertreten und bekam nur wenige, ungünstige Frequenzen. Zu diesem Zeitpunkt waren Ultrakurzwellen (UKW) weitgehend bekannt, wurde aber noch nicht für den Rundfunk genutzt. Dann beschloss die Post zur Verbesserung des Rundfunks die Einführung der UKW-Frequenzen. Sie hatten zwar nur eine kurze Reichweite, verschafften aber ein klares Klanggefühl. Die ersten Ultrakurzwellensender hatten zunächst nur wenige Zuhörer, da der UKW-Empfang mit den alten Rundfunkempfängern nicht möglich war. Nach Werbung ließen sich die Hörer von der deutlich besseren Tonqualität überzeugen.

### Torfhaus

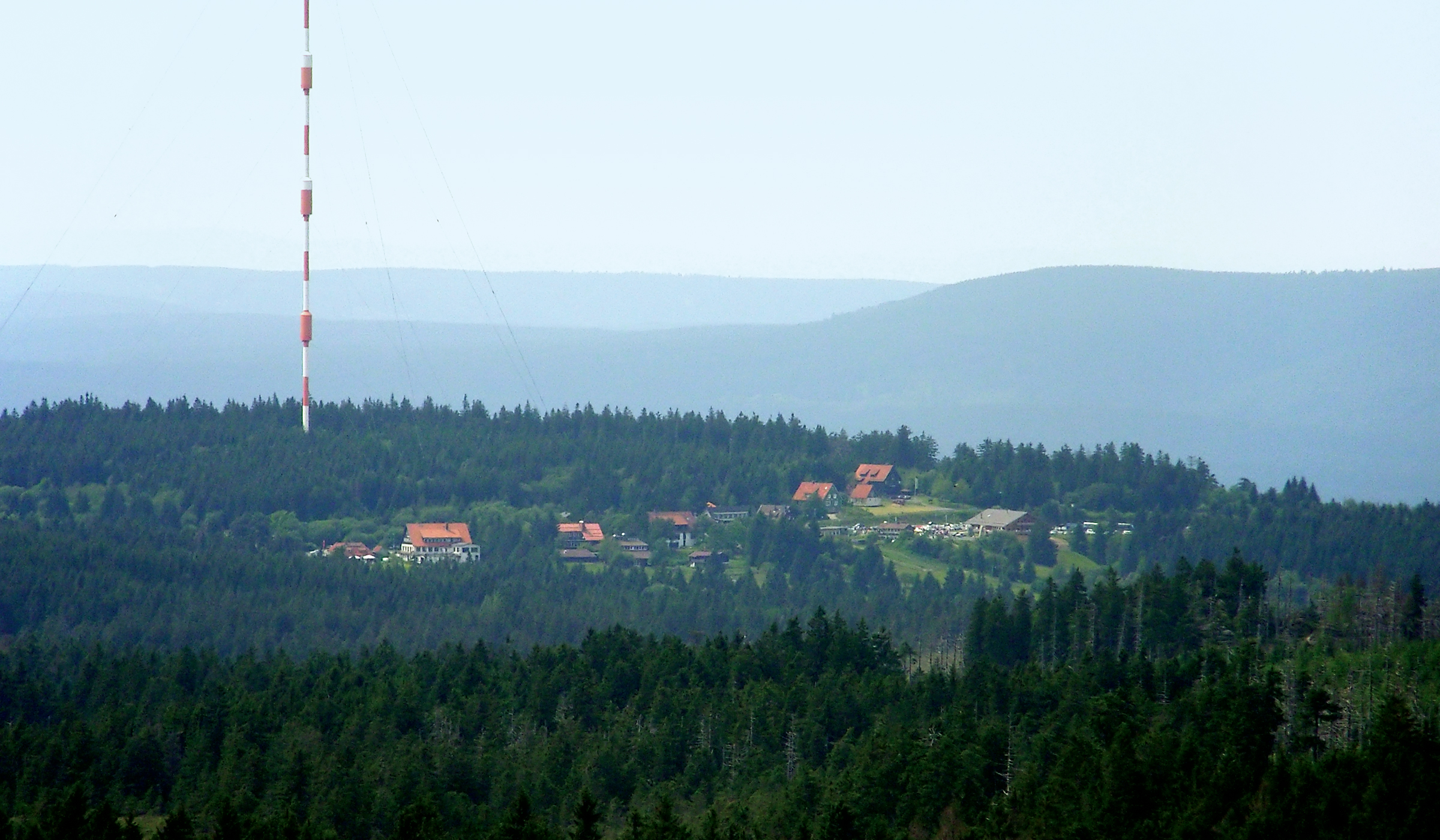
Blick auf Torfhaus vom Goetheweg im Sommer

Die geringere Reichweite des UKW-Funks machte den Bau neuer Sender notwendig. Das Fernmeldetechnische Zentralamt führte 1948 in Torfhaus Richtfunkversuche mit UKW-Sende- und -Empfangsanlagen durch, die noch im gleichen Jahre zur Einrichtung der Funkstelle Torfhaus führten. Sie dienten zunächst dem Fernsprechverkehr aus den Westzonen nach West-Berlin. 16 Ferngespräche konnten über diese Funkbrücke gleichzeitig geführt werden. Dieser Turm erhielt später die Fernsehantennen zur Ausstrahlung des zweiten und dritten Fernsehprogramms.
1950 gehörte der NWDR zu den Gründungsmitgliedern der ARD. 1952 war der NWDR maßgeblich für den Wiederbeginn des Fernsehens in Deutschland verantwortlich. Auf dem Torfhaus kam 1952 eine Antennenanlagen hinzu. Durch die Errichtung eines 70 m hohen Antennenturmes in Stahlgitterkonstruktion, konnte die Leistungsfähigkeit wesentlich verbessert werden.
Durch die Auftrennung des Nordwestdeutschen Rundfunks (NWDR) entstand 1954 der Norddeutsche (NDR) und Westdeutsche Rundfunk (WDR). Beide Sendeanstalten übernahmen am 1. April 1956 den Sendebetrieb.
1958 entstand ein weiterer 45 m hoher Antennenturm in Torfhaus. Nun konnten im Verkehr mit Berlin 480 Ferngespräche gleichzeitig übermittelt werden. Diese Richtfunkstrecke erfuhr 1961 eine wesentliche Erweiterung, bedingt durch die Richtfunkstrecke Braunschweig – Torfhaus – Hannover. Nun konnten 960 Ferngespräche mit Westberlin geführt werden. Weitere Richtfunkstrecken übertrugen die Tonrundfunk- und Fernsehrundfunkprogramme von den Sendeanstalten zum Torfhaus. Die Radioprogramme und das 1. Fernsehrundfunkprogramm wurden über eine Kabelverbindung zum Torfhaus weitergeleitet. Das zweite Fernsehprogramm wurde seit dem 1. Juni 1961, das dritte Fernsehprogramm seit dem 21. September 1964 von dem zum Dienstbereich des Fernmeldeamtes Braunschweig gehörenden Fernseh- und Funksender Torfhaus ausgestrahlt.
Torfhaus ist derzeit Standort von zwei großen Sendeanlagen, von denen eine vom öffentlich-rechtlichen NDR und die andere von der Deutsche Funkturm (DFMG) betrieben werden. Die Sendeanlage des NDR dient seit dem 24. Mai 2004 zur Verbreitung des erdgebundenen (terrestrischen) digitalen Fernsehens (DVB-T) und von vier NDR-Hörfunkprogrammen im UKW-Bereich. Als Antennenträger fungiert ein 279,8 m hoher, abgespannter Stahlrohrmast, dessen Sendeantennen sich auf 243 m Höhe befinden. Am Fuß des Mastes befindet sich auch die Betriebszentrale für sämtliche NDR-Senderanlagen in Niedersachsen. Die Sendeanlage der Deutschen Funkturm GmbH dient der Verbreitung der Hörfunkprogramme Deutschlandfunk, Radio ffn und Hit-Radio Antenne im UKW-Bereich und ist auch Standort einer Richtfunkanlage.

### Abbenrode/Cremlingen
Die Mittelwelle wurde weiter betrieben. Im Jahre 1962 errichtete die Deutsche Bundespost den Mittelwellensender Braunschweig/Abbenrode/Cremlingen. Er sendete das Programm Stimme Russlands des Deutschlandfunks, anfangs mit einer Leistung von 100 kW auf der Frequenz 630 kHz. Nach dem Aufbau eines 240 m hohen Antennen-Rohrmastes von 2 m Durchmesser ist die Leistung des Senders auf 400 kW erhöht worden. Ein zweiter Sender strahlt an der gleichen Stelle das Deutschlandfunk-Programm auf der Frequenz 756 kHz aus. Er hat eine Leistung von 200 kW. Der Mast hat eine Höhe von 137 m, auf 99 m befindet sich eine Reserveantenne für Richtfunk.

### Sender Fredelsloh
Im Süden des OPD-Bezirks entstand 1962 der 155 m hohe und etwa 3200 Tonnen schwere Stahlbetonturm eines Senders bei Fredelsloh: der Fernmeldeturm Solling. Er dient seit August 1963 als Relaisstation für die Richtfunkverbindungen Hannover-Frankfurt am Main sowie der Übermittlung von Ferngesprächen auf der Richtfunklinie Göttingen-Fredelsloh-Hannover. Hinzu kommen die bereits genannten Richtfunklinien, die über die Funkstelle Torfhaus laufen. Fredelsloh sendet seit Februar 1964 das zweite, und seit Juli 1965 auch das dritte Fernsehprogramm. Der Empfangsbereich umfasst die Göttinger Ebene bis zum Harzrand und bis an das Weserbergland. Da sich die Fernsehwellen geradlinig wie Lichtstrahlen ausbreiten und größere Erhebungen Hindernisse darstellen, ist in manchen Gebieten der Fernsehempfang unzureichend. Um auch den Bewohnern dieser Gegenden eine ungetrübte Freude am Fernsehen zu sichern, wurden im Bezirk der Oberpostdirektion Füllsender errichtet, die das Fernsehprogramm auf dem Funkwege empfangen und in die im Empfangsschatten liegenden Gebiete ausstrahlen.
Sämtliche Richtfunkstrecken für die Übertragung von Fernsehprogrammen, sowie alle Fernsehsender und die Fernsehumsetzer (Füllsender) im Bezirk Braunschweig sind seit dem Sommer 1967 für die Übertragung des Farbfernsehens technisch ausgerüstet.

## Siehe auch

Buch 100 Jahre Oberpostdirektion Braunschweig

## Besonderheiten

Vom ersten Postflug nach Braunschweig
Telegrammformular
Gedruckt in Braunschweig bei Westermann